# Heilig Hartbeeld (Rucphen)
Het Heilig Hartbeeld is een standbeeld in de Nederlandse plaats Rucphen.

## Achtergrond
Het Heilig Hartbeeld werd ontworpen door Leo Jungblut en vervaardigd bij het Atelier St. Joris in Beesel. Het stond aanvankelijk in een nis in een muur rond de Martinuskerk. Deze muur werd in 1969 afgebroken, waarna het beeld een plaats kreeg bij het kerkhof achter de kerk. Andere exemplaren van dit ontwerp staan in Beesel, Standdaarbuiten en Ulft.

## Beschrijving
Het beeld toont een Christusfiguur ten voeten uit, gekleed in een lang gewaad en met wapperende mantel. In zijn naar voren gestoken linker handpalm is de stigmata zichtbaar. Met zijn rechterhand houdt hij het vlammend Heilig Hart voor zijn borst. Het beeld is gemaakt van okergeel en roodbruin geglazuurd aardewerk. Het staat op een bakstenen sokkel.

## Waardering
Het beeldhouwwerk werd in 2001 erkend als rijksmonument, onder meer vanwege het "belang voor de kunstgeschiedenis als voorbeeld van het werk van de beeldhouwer Jungblut en vanwege het materiaalgebruik. Het is gaaf bewaard gebleven."